# ایگنازیو آرکولئو
ایگنازیو آرکولئو (انگلیسی: Ignazio Arcoleo؛ زادهٔ ۱۵ فوریهٔ ۱۹۴۸) بازیکن فوتبال اهل ایتالیا است.
از باشگاه‌هایی که در آن بازی کرده‌است می‌توان به باشگاه فوتبال جنوآ، باشگاه فوتبال رجینا، و باشگاه فوتبال پالرمو اشاره کرد.